# Otto Hilgard Tittmann

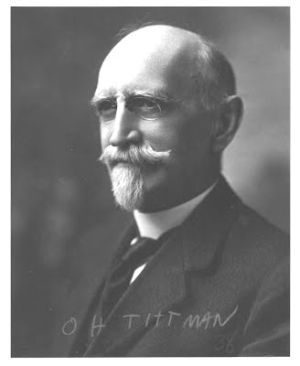
Otto Hilgard Tittmann

Otto Hilgard Tittmann (* 20. August 1850 in Belleville, Illinois; † 21. August 1938 in Leesburg, Virginia) war ein deutschstämmiger US-amerikanischer Geodät, Geograf und Astronom.

## Leben
Otto H. Tittmann wurde als Sohn des aus Deutschland in die Vereinigten eingewanderten Edward Carl Tittmann und der ebenfalls aus Deutschland stammenden Rosa Hilgard (verh. Tittmann) geboren.
Nach dem Schulbesuch in Belleville und in St. Louis, Missouri, machte er Abschlüsse an verschiedenen Hochschulen in den USA. Bereits ab 1867 arbeitete er als Hilfskraft bei der Regierungsbehörde  U.S. Coast and Geodetic Survey, für die er in verschiedenen Funktionen fast fünf Jahrzehnte lang tätig war. Er nahm an mehreren Expeditionen, darunter in den Atlantik, nach Puerto Rico, an die Küste des Pazifik und in den Südosten Alaskas teil, wobei geodätische Messungen vorgenommen wurden. 1874 war er Teilnehmer einer astronomischen Expedition, die in Japan den Venustransit beobachtete.
Vom Oktober 1887 an war er verantwortlich für das Office of Standard Weights and Measures, das bis zur Gründung des National Bureau of Standards  eine Abteilung des U.S. Coast and Geodetic Survey war. 1890 reiste er als Verantwortlicher nach Paris und brachte eine Kopie des Urmeters in die USA. 1895 wurde er Assistent (Assistant in Charge), 1899 Assistant Superintendent und schließlich 1900 Superintendent, also Leiter des U.S. Coast and Geodetic Survey.
Er war Gründungsmitglied der am 13. Januar 1888 gegründeten National Geographic Society und nach seiner Pensionierung von 1915 bis 1919 deren Präsident. Seit 1888 war er Fellow der American Association for the Advancement of Science.
1899 wurde er Präsident der Philosophical Society of Washington.
1906 wurde er zum Mitglied der American Philosophical Society gewählt.
Der Tittmann-Gletscher in der Eliaskette in Alaska wurde nach ihm benannt.

## Schriften (Auswahl)
- O. H. Tittmann: Activities of the Coast and Geodetic Survey. In: Bulletin of the American Geographical Society. Band 44, Nr. 4, 1912, S. 257–268.
- Otto Hilgard Tittmann, Internationale Erdmessung: Report on Geodetic Operations in the United States to the Fourteenth General Conference of the International Geodetic Association. 1903.
- William Frederick King, James Joseph McArthur, Otto Hilgard Tittmann, Edward Chester, International Boundary Commission: Joint Report Upon the Survey and Demarcation of the International Boundary between the United States and Canada Along the 141st Meridian from the Arctic Ocean to Mount St.Elias. Department of State, 1918, S. 299.